# 波迪利斯凱 (切爾卡瑟州)
49°44′48″N 31°58′42″E / 49.74667°N 31.97833°E
波迪利斯凱（羅馬化：Podilske）是位於烏克蘭中部的村莊，由切爾卡瑟州佐洛托諾沙區的伊爾克利伊夫市鎮負責管轄。該村始建於1753年，面積1.67平方公里，海拔高度103米，2007年人口764，人口密度每平方公里457人。